# Rudolf Uhlenhaut
Rudolf Uhlenhaut (Londres, 15 de julho de 1906 — Stuttgart, 8 de maio de 1989) foi um engenheiro mecânico e executivo da Mercedes-Benz anglo-alemão. Tem uma longa associação com o Mercedes Grand Prix das décadas de 1930 e 1950, sendo mais conhecido por sua versão do carro de corridas Mercedes-Benz 300 SLR com licença para o trânsito comum.

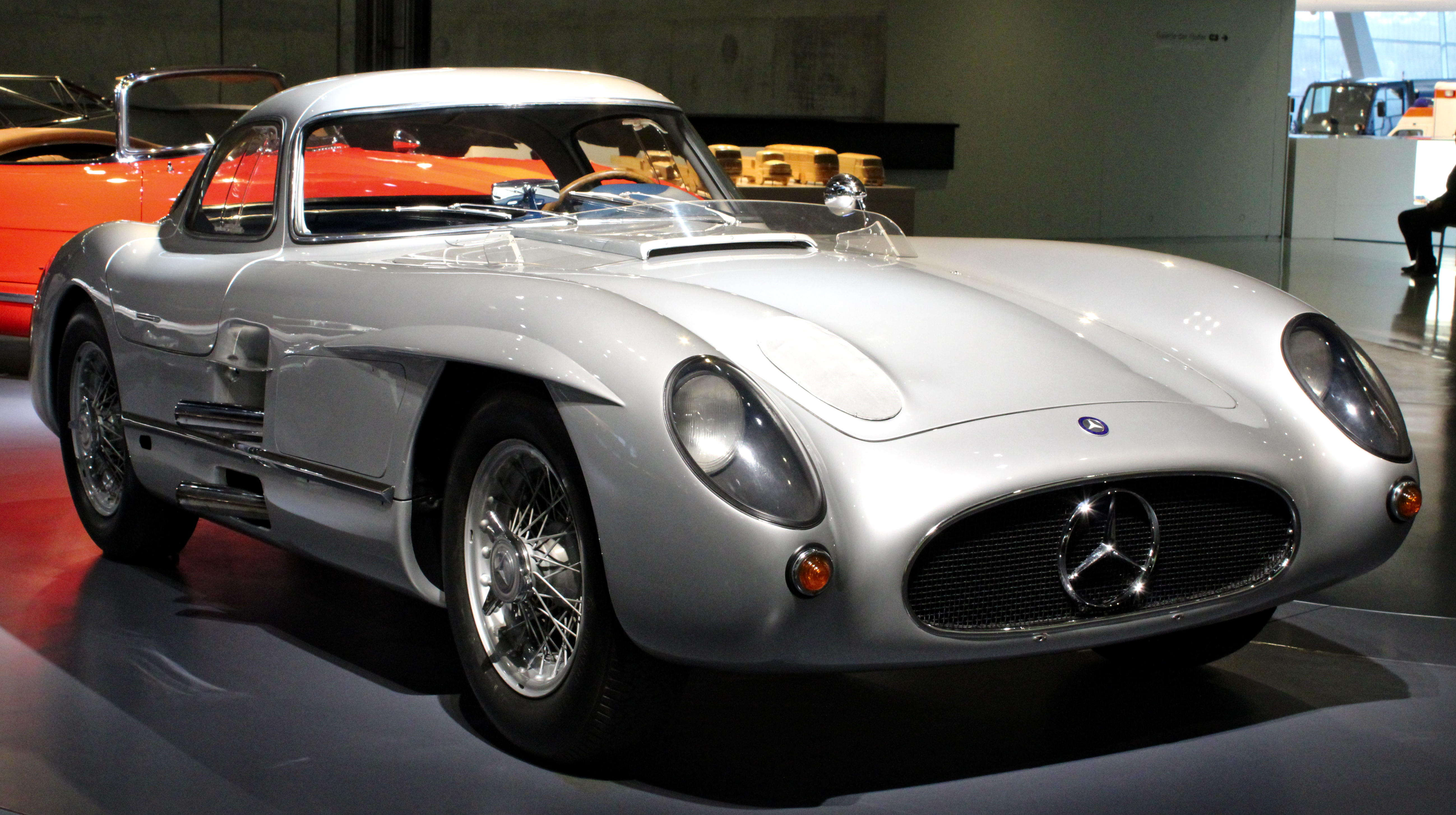
O coupé 300 SLR de Uhlenhaut.

Uhlenhaut nasceu em Londres, durante o mandato de seu pai como chefe da sucursal de Londres do Deutsche Bank, sendo sua mãe inglesa, e frequentou a Tollington School. Depois a família foi para Bruxelas e Bremen. Um ávido esquiador, prosseguiu seus estudos em Munique.